# Greatest Hits (Blink-182)
Greatest Hits è una raccolta dei Blink-182, contenente i loro maggiori successi degli album della band, da Cheshire Cat fino a Blink-182, e la cover di Another Girl Another Planet, canzone dei The Only Ones, registrata per fare da sigla di apertura al reality show di Travis Barker, Meet the Barkers. Contiene anche la traccia inedita Not Now, pubblicata come singolo il 28 novembre 2005.

## Tracce
1. Carousel – 3:11
2. M+M's – 2:39
3. Dammit – 2:46
4. Josie – 3:05
5. What's My Age Again? – 2:27
6. All the Small Things – 2:51
7. Adam's Song – 4:09
8. Man Overboard – 2:47
9. The Rock Show – 2:48
10. First Date – 2:50
11. Stay Together for the Kids – 3:58
12. Feeling This – 2:53
13. I Miss You – 3:47
14. Down – 3:12
15. Always – 4:17
16. Not Now – 4:23
17. Another Girl Another Planet (cover dei The Only Ones) – 2:41

Traccia bonus
1. Aliens Exist (live in LA) – 3:13

## Formazione
- Tom DeLonge – chitarra, voce
- Mark Hoppus – basso, voce
- Travis Barker – batteria, percussioni  (da traccia 5 a 18)
- Scott Raynor  – batteria, percussioni (da traccia 1 a 4)